# Герб Азнакаевского района
Герб Азнака́евского муниципального района Республики Татарстан Российской Федерации — опознавательно-правовой знак, служащий официальным символом муниципального образования.
Герб утверждён Решением № 47-8 Азнакаевского районного Совета Республики Татарстан 19 мая 2006 года.
Герб внесён в Государственный геральдический регистр Российской Федерации под регистрационном номером 2380 и в Государственный геральдический реестр Республики Татарстан под № 56.

## Описание герба
«В червлёном поле над окаймлённым зелёным холмом серебряный сокол, летящий вправо с воздетыми крыльями и сложенными лапами».

## Символика герба
Азнакаевская земля имеет интересную историю и богатые традиции. Районный центр — город Азнакаево известен с 1762 года. В гербе района показаны его исторические и хозяйственные особенности.
Главная фигура герба: сокол — символ энергии, полёта, целеустремлённости, свободы — в гербе олицетворяет сам район и его жителей; чёрный силуэт, высоко поднятые крылья птицы в виде стремительно тощего фонтана символизирует экономическую основу района — нефть, динамическое развитие района, устремлённость в будущее, уверенность в завтрашнем дне. При этом летящая птица подчёркивает сохраняющиеся культурные традиции и духовную преемственность многих поколений местных жителей.
Серебро — символ чистоты, совершенства, мира и взаимопонимания.
На территории района развито сельское хозяйство: здесь выращивают зерновые, подсолнечник, сахарную свёклу; разводят крупный рогатый скот, овец. Аграрная составляющая экономики показана золотой полосой.
Зеленый цвет — символ природы, здоровья, экологии, жизненного роста.
Красный цвет — символ труда, силы, мужества, красоты и праздника символизирует Азнакаевский район как один из наиболее развитых промышленных регионов Республики.

## История герба
Автор идеи герба: Тимкин Рафик Анасович (Азнакаево)
Доработка герба произведена Геральдическим советом при Президенте Республики Татарстан совместно с Союзом геральдистов России в составе:
Рамиль Хайрутдинов (Казань), Константин Мочёнов (Химки), Оксана Афанасьева (Москва), Кирилл Переходенко (Конаково).